# Аутсорсинг бухгалтерии
Аутсорсинг бухгалтерии — частный случай аутсорсинга бизнес-процессов и одним из способов бухгалтерского обеспечения деятельности предприятия. Подразумевает вынесение функций, связанных с организацией, ведением бухгалтерского учёта и составлением отчётности на предприятии за пределы компании, передачу их для исполнения аутсорсеру. В отличие от бухгалтерских услуг, оказываемых внешними исполнителями, бухгалтерский аутсорсинг является формой взаимодействия, при которой внешняя компания включается в рабочие бизнес-процессы компании-заказчика как целостное функциональное подразделение, оставаясь при этом организационно и юридически самостоятельным. Зарубежные[где?] эксперты[кто?] в области аутсорсинга отмечают, что вместе с передачей определённых финансовых функций, выполнение которых аутсорсером происходит часто в ежедневном режиме, обычно передаётся также управление этими функциями и процессами.

## Определение
Наиболее простое определение аутсорсинга бухгалтерских услуг — передача ведения бухгалтерского учета организации сторонним специалистам. По мнению специалистов Института аутсорсинга (Outsourcing Institute, США), наибольший рост аутсорсинга, как необычайно динамично развивающегося вида оптимизации деятельности предприятий, проявляет аутсорсинг бизнес-процессов именно в сфере финансов и бухгалтерского учета. Исследование 600 фирм, проведённое в 1997 г. Американской ассоциацией менеджмента, показало, что уже к тому моменту 1/5 часть опрошенных фирм передала на аутсорсинг хотя бы некоторую часть финансовых и бухгалтерских операций, а 4/5 фирм — часть административных функций.
В отличие от бухгалтерских услуг, которые чаще имеют эпизодический характер, аутсорсинг бухгалтерии — это стратегия на перспективу, которая влечёт за собой серьёзную перестройку бизнес-процессов внутри компании. 
Другую распространённую форму бухгалтерского обеспечения на предприятии — привлечение внештатного бухгалтера, нельзя относить к аутсорсингу бухгалтерии, поскольку поставщик услуг в данном случае является физическим лицом и объективно не может иметь собственной инфраструктуры, необходимой для обеспечения и поддержки бизнес-процессов взаимодействия, а также лишён ряда других возможностей специализированной компании. Даже при равной нагрузке и сопоставимом качестве работы специализированные компании имеют преимущество перед профессионалами-индивидуалами.

## Особенности аутсорсинга бухгалтерии
Аутсорсинг финансовых функций вообще, и бухгалтерии в частности, относится к одним из самых сложных форм аутсорсинга бизнес-процессов. Причиной тому является необходимость управления несколькими бизнес-процессами одновременно, на что зачастую руководителям не хватает управленческого опыта. К тому же, аутсорсинг финансовых функций, связанных с управлением финансами, учётом и отчётностью предприятия подразумевает доступ аутсорсера к сведениям и документам, которые могут представлять коммерческую тайну. Дополнительно широкому распространению аутсорсинга в России препятствует ряд факторов. Объективный — отсутствие нормативной базы. Стороны заключают договоры, руководствуясь общероссийским законодательством и общей терминологией. Далеко не всегда эти договоры составлены грамотно. Ещё реже они учитывают специфику деятельности и характер взаимоотношений клиента и поставщика услуг (аутсорсера).